# Трісс Мерігольд
Трісс Мерігольд з Марібору (пол. Triss Merigold z Mariboru) — чародійка, одна з ключових персонажів циклу «Відьмак», написаного Анджеєм Сапковським. Закохана у відьмака Геральта з Рівії. Певний час піклувалася про Цірі, коли та перебувала в Каер-Морені.

## Зовнішній вигляд
Визначною особливістю Трісс було її пишне каштанове волосся. Вона завжди носила його розпущеним, що мало підкреслювати незалежність чародійки. Також у неї був пишний бюст, проте сукні вона носила без декольте. Причиною цього була рана, нанесена їй під час битви під Содденом.

## Участь у літературній сазі
Останнє бажання
Йеннефер цитує слова Трісс про природу чоловіків: «Якщо ти бачила одного, значить ти бачила усіх».
Меч призначення
Ґеральт піднімається на Содденський Пагорб. На обеліску, встановленому в пам'ять про загиблих у битві чарівників, він бачить ім'я Трісс.
Кров ельфів
Трісс прибуває до Каер Морену за запрошенням відьмаків. Спершу вони не розкривають їй справжньої причини запрошення, натомість кажуть, що найстарішому відьмаку Весеміру необхідна допомога через «ломоту в кістках». Проте Трісс дізнається, що насправді її запросили через незвичайні магічні здібності Цірі, коли та впала в транс і нагадала чарівниці про її смерть під час битви під Содденом. Певний час Трісс допомагає відьмакам піклуватися про Цірі, навчає її як користуватися косметикою, шиє їй сукню, навіть стає названою старшою сестрою. Та коли з'ясовується, що Цірі є дитям Старшої Крові, і володіє такою магічною силою, з якою Трісс не зможе впоратися, чародійка радить Ґеральту з настанням весни відвезти дівчинку до храму Мелітене в Елландері та звернутися до більш досвідченої Йеннефер, аби та навчала Цірі користуватися магічними здібностями та керувати даром Старшої Крові.
Час погорди
Трісс бере участь в бенкеті на острові Танед. Надзвичайно рада зустрічі з Ґеральтом, хоч і отримує догану від Йеннефер, якій було відомо про нещодавній роман між Ґеральтом і Трісс.
Під час перевороту на Таннеді б'ється на боці противників Нільфгарду. У ході бойових дій, Трісс знаходить пораненого під час поєдинку з Вігельфорцем Ґеральта. Тіссая де Фрьес відчиняє для них портал у Брокілон, де дріади лікують пораненого Ґеральта.
Хрещення вогнем
Трісс є однією з учасниць Ложі - організації, основною метою котрої було контролювати хід історії, і в кінцевому результаті посадити на трон чарівницю. Ідеальною кандидатурою на цю посаду виявилася Цирілла. Після втечі Йеннефер з Монтекальво, збирала дані про її місце перебування, слухаючи історії рибалок.
Вежа Ластівки
Йннефер виходить на контакт з Трісс, яка товаришує з Філіппою Ейльгарт. Мерігольд просить вибачення в Йен за співпрацю з Ложею. Проте Йеннефер незламна — вона не може дивитися в обличчя приятельці, після того, що та зробила. Ложа дізнається про перебування Йеннефер на островах Скелліге. Трісс, незадовго після відльоту Йеннефер, прибуває до Краха ан Крайта, який розповідає їй інформацію про Йен. Тоді Мерігольд прибуває до Храму Мелітене, де Іола Перша, ввійшовши в транс, мала дізнатися долю Цірі. Ігноруючи застереження матері Неннеке, Чотирнадцята з пагорба вирішує увійти в транс разом з Іолою.
Володарка озера
У розмові з матір'ю Неннеке, чародійка згадує, що її мучать докори сумління. Вона відчуває провину за те, що не братиме участі в битві під Бренною, котра, як передбачалося, мала би стати для Трісс другим Содденом. Окрім того, ще шкодує через співпрацю з Філіппою. Ложа обмежила свободу чарівниці — вона не має змоги допомогти Цірі, Йеннефер або Ґеральту.
Під час погрому в Рівії, Трісс огортає паніка —її огортають спогади з битви під Содденом. Проте їй вдається подолати свій страх. Трісс рятує Йеннефер, а згодом читає потужне заклинання з допомогою якого їй вдається припинити масові побої, хоч і ціною руйнування міста. Згодом цю подію назвуть Нищівним Градобиттям Мерігольд.
Та коли Трісс та Йеннефер знаходять друзів, вони застають відьмака в критичному становищі. Трісс, разом з Цірі та рештою компанії, спостерігають за тим, як, намагаючись врятувати Ґеральта, Йеннефер віддає рештки своїх сил і також гине. Друзі допомагають Цірі перенести тіла її названих батьків у човен, виклинаний єдинорогом Іхуарракваксом. В останню мить Трісс просить у Цірі дозволу відправитися разом з ними, проте Цірі відмовляє їй, обіцяючи натомість, що вони ще колись зустрінуться.

## Участь у відеоіграх
Відьмак
Трісс є однією з головних персонажів у грі.
Після того як інші відьмаки знайшли непритомного Ґеральта на пустирі, неподалік від Каер Морену, вона доглядає відьмака, та допомагає йому під час нападу на фортецю.
Згодом чарівниця також лікує Ґеральта після битви з чаклуном Азаром Яведом.
Відьмак 2: Убивці королів
Трісс відіграє важливу роль протягом цілої історії. Як королівська радниця, знаходиться поруч із королем Фольтестом, разом з Ґеральтом, який охороняє короля, під час битви за замок Ла Валеттів. Згодом, разом з відьмаком і Верноном Роше, відправляється в місто Флотзам. Там вона повідомляє відьмаку, що з допомогою місцевої троянди пам'яті, вона зможе приготувати зілля, яке поверне йому пам'ять, проте для цього знадобиться декілька днів.
Відьмак 3: Дикий гін
Під час третьої війни з Нільфгардом Радовід П'ятий запроваджує закон про винищення чародіїв. У пошуках Цірі відьмак потрапляє до Новіграду, де репресії по відношенню до чарівників найжорсткіші. Саме там він зустрічається з Трісс, яка допомагає йому, порадивши звернутися до онейромантки, натякнувши при тому, що їй і самій не завадила би допомога відьмака.

## Цікаві факти
- У книжках волосся Трісс є каштанового кольору, у той час як в відеоіграх воно радше руде.
- Під час першої зустрічі Геральта і Йеннефер Трісс 20 років. Під час заключення Цинтрійського миру — 33.
- У відеоіграх у Трісс очі зеленого кольору, а в книжках вони були блакитними як лапіс-лазулі

## Використана література
- Останнє бажання (пол. Ostatnie Życzenie), збірка з 7 оповідань (1990), (1994)
- Меч призначення (пол. Miecz Przeznaczenia), збірка з 6 оповідань (1992), (1993)
- Кров ельфів (пол. Krew Elfów) (1994)
- Час погорди (пол. Czas Pogardy) (1995)
- Хрещення вогнем (пол. Chrzest Ognia) (1996)
- Вежа Ластівки (пол. Wieża Jaskólki) (1997)
- Володарка Озера (пол. Pani jeziora) (1999)